# 青山雅幸
青山 雅幸（あおやま まさゆき、1962年〈昭和37年〉3月2日 - ）は、日本の政治家、弁護士。元衆議院議員（1期）。弁護士法人ライトハウス法律事務所代表弁護士。自由共和党代表。

## 来歴
静岡県静岡市駿河区出身。静岡県立藤枝東高等学校、東北大学法学部卒業。
1994年に静岡市葵区にて弁護士を開業する。全国B型肝炎訴訟静岡弁護団団長、カネボウ美白化粧品被害静岡県弁護団団長、浜岡原発廃炉訴訟弁護団事務局長などを務める。

### 2017年衆議院議員選挙
2016年8月、次期衆院選の静岡1区の公認候補者を巡って、元衆議院議員の牧野聖修ら民進党静岡1区総支部役員は青山を推した。一方、同党県連は浜岡原発への姿勢などを理由に青山に難色を示し、元メリルリンチ日本証券社員の福村隆を推した。県連と対立した牧野は青山や第1区支部役員ら13名と共に離党した。同年11月28日、離党した県議や市議らは、反原発を掲げる政治団体「国民サイド」の結成集会を開き、静岡1区の出馬予定者として青山を紹介した。
無所属で出馬する予定の青山であったが、2017年10月2日、立憲民主党に参加する意向を表明した。希望の党は日本維新の会を離党した小池政就を擁立。10月4日、前述の福村は希望の党から公認を得るために静岡7区から出馬することを表明した。10月9日、立憲民主党は第2次公認として、選挙区候補1人と、比例単独候補15人を発表。候補者が確定した。比例東海ブロックの名簿には青山（静岡1区）、日吉雄太（静岡7区）、吉田統彦（愛知1区）、近藤昭一（愛知3区）、赤松広隆（愛知5区）の重複立候補者5人がいずれも1位で、松田功が単独6位で搭載された。同年10月31日、投開票。静岡1区は自民党現職の上川陽子が当選。立憲民主党は同ブロックで5議席を獲得する要件を満たすが、近藤と赤松が小選挙区で当選したため、6人のうち残りの4人は全員自動的に当選することとなった。余った1議席分は自民党に譲渡され、田畑毅が当選した。
当選直後の2017年10月26日に発売された『週刊文春』11月2日号が、同年夏まで青山の後援会事務所に勤めていた元女性秘書の証言を元に、青山のセクハラ疑惑を報道した。同日、立憲民主党は執行役員会を開き、青山の無期限の党員資格停止処分と会派入りを認めない方針を決めた。この影響で党静岡県連の設立が遅れていたが、2018年3月19日に設立され、日吉雄太が代表に就任した。立憲民主党は当初、青山の処分にあたって週刊誌報道のみを根拠とし、正式な調査は行っていなかったが、2018年5月に静岡市議らが元秘書とは別の女性支援者へのセクハラがあったと主張し党に調査と青山への辞職勧告を求めたため、翌6月に聞き取り調査を行った。
2018年10月18日、青山は冤罪を晴らすと主張し、その法的処理に時間がかかるため党に迷惑をかけるとして、離党届を提出し受理された（同日に日吉も離党）。議員辞職は否定した。
2020年2月19日、日本維新の会の院内会派に入会。これに伴い、維新は会派名を「日本維新の会・無所属の会」に変更した。

### 2021年衆議院議員選挙
2021年10月14日、日本維新の会は第49回衆議院議員総選挙の静岡1区の公認候補としてに青山を擁立すると発表した。10月19日、総選挙公示。静岡1区には自民党現職の上川陽子、立憲民主党公認の遠藤行洋、国民民主党公認の高橋美穂、青山の4人が立候補。選挙戦最終日の10月30日、青山はTwitterに「至らなかったことへの反省ばかりで、もっと人間力磨かなければ、ということを痛感しています」と投稿。10月31日、投開票が行われ、青山は最下位で落選。得票率が9.1％だったため供託金も没収、比例東海ブロックの名簿からも除外された。
選挙後の同年12月、日本維新の会静岡1区支部長に再任されたが、2022年1月、支部長を辞任し、同月に日本維新の会を離党した。

### 2022年参議院議員選挙
2022年2月、7月に行われる第26回参議院議員通常選挙への候補者擁立を目指し、政治団体「過剰なコロナ対策と緊急事態条項に反対し、選択の自由を保障する共和党（自由共和党）」を設立したと発表。自由共和党について青山は「復古調や全体主義が大嫌いな人たち、個人一人ひとりを尊重する社会、自由で生き生きとした社会に変えて行きたい方々と共にある」と述べている。自身については当初は参議院比例区からの立候補を目指すとしていたが、同年5月20日には東京都選挙区で立候補すると表明し、同年7月10日の開票の結果、34人中23位で落選。

青山は2023年9月の段階で、自由共和党は「実質休止中」であると述べた。

## 政策・主張

### 憲法
- 憲法改正について、2017年のアンケートで「反対」と回答[30]。2021年のアンケートで「賛成」と回答[31]。2022年のアンケートで「反対」と回答[32]。
- 改正すべき項目として「教育の充実に向けた環境整備を行う旨を明記する」「憲法裁判所を設置する」と主張[31]。
- 9条への自衛隊の明記について、2022年のNHKのアンケートで「反対」と回答[32]。
- 憲法を改正し緊急事態条項を設けることについて、2021年の毎日新聞社のアンケートで、選択肢以外の回答をした[33]。2022年のNHKのアンケートで「反対」と回答[32]。

### 外交・安全保障
- 安全保障関連法の成立について、2017年のアンケートで「評価しない」と回答[30]。
- 「他国からの攻撃が予想される場合には敵基地攻撃もためらうべきではない」との問題提起に対し、2021年のアンケートで「どちらかといえば賛成」と回答[31]。敵基地攻撃能力を持つことについて、2022年のNHKのアンケートで「反対」と回答[32]。
- 「北朝鮮に対しては対話よりも圧力を優先すべきだ」との問題提起に対し、2017年のアンケートで「反対」と回答[30]。2021年のアンケートで「どちらかといえば賛成」と回答[31]。
- 普天間基地の辺野古移設について、2021年のアンケートで「どちらかといえば賛成」と回答[31]。2022年の毎日新聞社のアンケートで「どちらかと言えば反対」と回答[34]。
- 「非核三原則を堅持すべきだ」との問題提起に対し、2017年のアンケートで「賛成」と回答[30]。2021年のアンケートで「どちらとも言えない」と回答[31]。
- 国際連合改革、「国際連合中心の戦後体制」からの脱却を図り、戦勝5大国が世界を支配する在り方を変え、日本のプレゼンスを向上することを目指す[35]
- 日米地位協定の抜本的見直しを主張[36]。
- ロシアは2022年2月24日、ウクライナへの全面的な軍事侵攻を開始した[37]。日本政府が行ったロシアに対する制裁措置についてどう考えるかとの問いに対し、2022年のNHKのアンケートで「適切だ」と回答[32]。同年の毎日新聞社のアンケートで「今の制裁で妥当だ」と回答[34]。
- 2022年6月7日、政府は経済財政運営の指針「骨太方針」を閣議決定した。NATO加盟国が国防費の目標としている「GDP比2％以上」が例示され、防衛力を5年以内に抜本的に強化する方針が明記された[38]。「防衛費を今後どうしていくべきだと考えるか」との問いに対し、2022年のNHKのアンケートで「今の程度でよい」と回答[32]。

### 経済
- アベノミクスについて、2017年のアンケートで「評価しない」と回答[30]。2022年の毎日新聞社のアンケートで「評価できず、見直すべきだ」と回答[34]。
- 消費税10％増税について、2017年のアンケートで「反対」と回答[30]。
- 「幼稚園・保育所から大学まで教育を無償化すべきだ」との問題提起に対し、2017年のアンケートで「賛成」と回答[30]。
- 経済競争力を多少犠牲にしても格差是正を優先すべきだ[30]。
- 所得や資産の多い人に対する課税を強化すべきだ[30]。

### ジェンダー
- 選択的夫婦別姓制度の導入について、2017年のアンケートでは「賛成」と回答[30]。2021年の朝日新聞社のアンケート、2022年のNHKのアンケートで「どちらかといえば賛成」と回答[31][32]。
- 同性婚を可能とする法改正について、2017年のアンケートで「どちらかと言えば賛成」と回答[30]。2021年の朝日新聞社のアンケートでは「どちらかといえば賛成」と回答し[31]、同年のNHKのアンケートでは回答しなかった[39]。2022年のNHKのアンケートでも回答しなかった[32]。
- 「LGBTなど性的少数者をめぐる理解増進法案を早期に成立させるべきか」との問題提起に対し、2021年のアンケートで「賛成」と回答[31]。
- クオータ制の導入について、2021年のアンケートで「どちらかといえば反対」と回答し[39]、同年の毎日新聞社のアンケートで「反対」と回答[33]。2022年のNHKのアンケートで回答しなかった[32]。

### その他
- 安倍内閣による森友学園問題・加計学園問題への対応について、2017年のアンケートで「評価しない」と回答[30]。
- 森友学園への国有地売却をめぐる公文書改竄問題で、2021年5月6日、国は「赤木ファイル」の存在を初めて認めた[40]。しかし5月13日、菅義偉首相はファイルの存在を踏まえた再調査を行わない考えを報道各社に書面で示した[41]。9月の自民党総裁選挙で総裁に選出された岸田文雄も10月11日、衆議院本会議の代表質問で再調査の実施を否定した[42]。国の対応をどう考えるかとの同年の毎日新聞社のアンケートに対し、選択肢以外の回答をした[33]。
- 共謀罪法について、2017年のアンケートで「評価しない」と回答[30]。
- 「治安を守るためにプライバシーや個人の権利が制約されるのは当然だ」との問題提起に対し、2017年のアンケートで「反対」と回答[30]。2021年のアンケートで「どちらかと言えば反対」と回答[31]。
- 国会議員の被選挙権年齢の引き下げについて、2022年の毎日新聞社のアンケートで回答しなかった[34]。
- 「外国人労働者の受け入れを進めるべきだ」との問題提起に対し、2017年のアンケートで「どちらかといえば賛成」と回答[30]。
- 首相の靖国神社参拝について、2017年のアンケートで「反対」と回答[30]。
- 「岸田文雄首相の政権運営をどの程度評価するか」との問いに対し、2022年のNHKのアンケートで「全く評価しない」と回答[32]。
- 「小池百合子東京都知事の都政運営をどの程度評価するか」との問いに対し、2022年のNHKのアンケートで「全く評価しない」と回答[32]。
- いますぐ原子力発電を廃止すべきだ[30]。
- 一人親家庭やDINKsなど家族の形は多様でよい[30]。
- 受動喫煙防止を目的に飲食店等の建物内を原則禁煙とする健康増進法改正に賛成[43]。
- 医師でミステリー作家の知念実希人は、コロナワクチン接種と不妊は無関係とする政府見解に対し、「中長期的リスクは全く不明」とするのが正しいと主張した青山のX上の投稿を「デマ」と批判した。これに対し、青山は知念を名誉毀損で訴えた。2024年4月23日、東京地裁は知念の2件の投稿が青山の社会的評価を低下させたと認め、110万円の賠償と削除を命じた[44]。

## 活動・主な国会質疑
当選後は財務金融委員会委員として活動。第203回国会からは財務金融委員会のほか、厚生労働委員会、科学技術・イノベーション推進特別委員会委員を併任、現在に至る。

### 厚生労働委員会
2021年4月23日の厚生労働委員会では、新型コロナウイルス感染症患者の広域輸送について菅義偉内閣総理大臣に質疑を行った。菅総理はこれに対し「医療提供体制がひっ迫するなかで、都道府県の壁にこだわることなく国を挙げて対応していくべきというのは、私も同じ考え方であり、貴重な提案に感謝申し上げたいと思います」と答弁した。同年6月11日の同委員会では、田村憲久厚生労働大臣が、オンラインでの知事会意見交換会において自ら患者の広域搬送の件を投げかけたことを明らかにし、「委員とのお約束でもございますのでこれから知事会の方としっかりとどのような形で体制を組めるか検討して参ります」と述べた。同年6月4日の同委員会では、社会的距離政策等の行動制限の有効性について政府の新型コロナウイルス感染症対策分科会の尾身茂会長に質疑を行った。これに対し尾身会長は「十九世紀的な方法をまだ使っているというのが今」「ＩＴの技術、検査の技術、ワクチン、下水道、それから二酸化炭素、こういうようなものをフルに活用して」「せっかくあるテクノロジー、サイエンス、これをもうフルに活用、日本はそれができると思うので、これは全力で政府に予算も含めてやっていただければと思います。」と述べ、科学技術を活用した感染拡大の抑制を図るべきとの考えを示した。
この補助金は、予算規模は2,693億円という大規模なもので、医療機関が新型コロナ患者の受入れを表明すると、１病床あたり最大1950万円の補助金が支払われるという制度でるが、補助金を受け取りながらコロナ患者の受入れをしていない医療機関があることが日経に報道された。青山は、会計検査院に対し、過去の類似した事例ではどのような指摘となったかを確認し、この事業の建付け自体に甘いところがあるため、事後的な検査をしっかり行っていただきたい旨を申し入れた。
次に、補助金を受け取っている医療機関のコロナ患者受入れ状況の実態調査について、厚生労働省が「厚労省は調査していないしやる予定もない。東京都がやると聞いているがいつやるかも把握していない。」としていることについて、田村大臣に見解を問いただした。田村は、まずは都道府県の調査を待った上でということにはなるが、長期間コロナ患者を受け入れてないようなケースは補助金の意図に反しているものであるから、きちんと対処していくと述べた。田村は退任直前の10月1日、各自治体に実態調査と不適正な医療機関からは補助金返還を求める通知を発出した。

### 国土交通委員会
2021年4月14日の国土交通委員会ではリニア中央新幹線のトンネル工事に関連する水問題について質疑を行い、調査が不十分であることを指摘。工事に先立ち、コアボーリング、透水試験等、必要な調査を行うことを求めた。赤羽一嘉国土交通大臣は「プロセスについて透明性がないようなことは、それは認めるわけにいかないので、しっかりとした対応をしてもらう」と明確に述べ、その上で有識者会議の議論を進めるべきとの見解を示した。

### 文部科学委員会
文部科学委員会では2回にわたり（2021年5月26日、同年6月9日）、児童生徒の運動時のマスク着用の危険性について質疑を行っている。萩生田光一文部科学大臣は「マスクを着用して運動を行う際は、十分な呼吸ができなくなるリスクや熱中症になるリスクがあります。そのため、運動時は体へのリスクを考慮し、マスクの着用は必要ないこと、特に、呼気が激しくなる運動を行う際や、気温、湿度など高い日には、十分な感染症対策を講じた上でマスクを外すことについて、先月二十八日に、改めて学校や学校の設置者に対して通知をさせていただきました。」と答弁し、運動時のマスクは不要との見解を明確に示した。

## 人物
- 趣味はランニング、ピラティス、映画鑑賞、キックボクシングである[5]。愛読書はSF全般、経済関係の本[5]。好きな漫画家は萩尾望都、山岸凉子、手塚治虫[5]。好きな漢字は忍[5]。得意なスポーツはスキー、乗馬である[5]。学生時代と、司法試験の勉強の合間[53]と社会人になってからしばらくは乗馬をやっていた[5]。得意な政策分野は経済、憲法、法律である[5]。座右の銘は「改めるにはばかることなかれ」[5]。